# NGC 3058
NGC 3058 је спирална галаксија у сазвежђу Хидра која се налази на NGC листи објеката дубоког неба.
Деклинација објекта је - 12° 28' 56" а ректасцензија 9h 53m 36,1s. Привидна величина (магнитуда) објекта NGC 3058 износи 13,5 а фотографска магнитуда 14,2. NGC 3058 је још познат и под ознакама IC 573, MCG -2-25-26, VV 741, IRAS 09511-1214, PGC 28513.